# John Milton (nave)
Il John Milton era un veliero mercantile statunitense, affondato il 20 febbraio 1858 al largo di Long Island durante una tempesta. Nonostante non sia nota l'esatta causa del disastro, è supposto che a causa di un errore del capitano si sia schiantato contro gli scogli di Long Island.

## Costruzione e servizio
Il John Milton venne costruito nei cantieri navali di Fairhaven nel 1854, entrando in servizio nello stesso anno al comando del capitano Ephraim Harding. Era una nave mercantile, impiegata sulle rotte per l'oceano Pacifico.

## Naufragio
Il 6 dicembre 1856 la nave salpò da New York, diretta in Sudamerica. Doppiò Capo Horn l'anno successivo e si diresse verso il Perù, facendo scalo alle isole Chincha per imbarcare un grosso carico di guano, prodotto vitale per l'agricoltura statunitense. Entro l'inizio del 1858 aveva di nuovo doppiato Capo Horn, ancorandosi al porto di Norfolk in Virginia il 14 febbraio. Dopo una breve sosta, il 16 febbraio il veliero ripartì alla volta di New York.
Tuttavia le condizioni atmosferiche, dapprima ottimali, peggiorarono rapidamente, ed entro il 18 il John Milton si era trovato in mezzo ad un uragano. Il capitano continuò ad aggiornare il diario di bordo fino allo stesso 18 febbraio, quando annotò «forti venti e neve fitta». Altre navi nella zona riportarono la violenza della tempesta e l'estrema rigidità delle temperature, scese fino a 8 °F (–13 °C).
Il John Milton lottò contro l'uragano almeno fino alla mattina del 20 febbraio, quando si presume sia avvenuto il suo naufragio (l'orologio del capitano infatti si era fermato alle 9:48); dei 33 uomini dell'equipaggio non sopravvisse nessuno. A partire dal giorno successivo, i corpi congelati dei marinai cominciarono a spiaggiarsi lungo tutta Long Island; il cadavere del capitano Harding fu uno tra i pochi ad essere identificati. Non è noto se al momento del disastro il John Milton trasportasse passeggeri, e tra i 9 corpi che non furono recuperati si contò quello del figlio del capitano, Rudolphus H. Harding, appena un ragazzo.
Negli anni successivi alcuni ricercatori, non convinti che la nave sia affondata a causa della tempesta, hanno ipotizzato una diversa causa per il disastro. È stata quindi avanzata una nuova teoria, secondo la quale il capitano Harding, persosi nell'uragano, a causa della visibilità ridotta abbia confuso la luce del nuovo faro di Shinnecock (costruito durante la sua prolungata assenza) con quella del preesistente faro di Montauk, facendogli quindi credere di trovarsi in un'altra zona di mare. Avrebbe quindi tentato di far trovare riparo alla nave nella sicura baia di Montauk, mandandola invece a schiantarsi contro gli scogli che caratterizzano la costa orientale di Long Island. La teoria sarebbe avvalorata dal continuo spiaggiarsi di numerosi frammenti dello scafo del John Milton nelle settimane successive, segno della completa distruzione del veliero.

## Commemorazioni
Al faro di Montauk è presente un monumento marmoreo in ricordo delle vittime del naufragio del John Milton.